# Ngabean (Boja)
Ngabean is een bestuurslaag in het regentschap Kendal van de provincie Midden-Java, Indonesië. Ngabean telt 5098 inwoners (volkstelling 2010).